# Mesa Tobin
La mesa Tobin è una mesa nella regione nord-occidentale della Dipendenza di Ross, nell'Antartide orientale. In particolare, la mesa Tobin è quella centrale delle tre mese che formano la dorsale Mesa, e si estende per circa 25 km in direzione nord-sud. Delimitata a ovest dal flusso del ghiacciaio Rennick, a sud dal passo Veto, che la separa dalla mesa Gair, a sud-est dal ghiacciaio Aeronaut e a nord dal passo Pinnacle, che la separa dalla mesa Pain, la mesa Tobin raggiunge l'altezza di 3160 m s.l.m. in corrispondenza della vetta del picco Scarab, all'estremità sud-orientale della formazione.

## Storia
La mesa Tobin è stata così battezzata dai membri della squadra settentrionale della spedizione neozelandese di ricognizione antartica svolta nel periodo 1962-63, che le hanno dato il suo attuale nome in onore di James Tobin, uno degli esploratori della squadra.